# Zwitserse Bondsraadsverkiezingen 1867
De Zwitserse Bondsraadsverkiezingen van 1867 vonden plaats op 6 december 1867, volgend op het ontslag van zittend Bondsraadslid en bondspresident Constant Fornerod per 31 december 1867.
Victor Ruffy werd als nieuw lid van de Bondsraad verkozen. Jakob Dubs werd verkozen tot bondspresident van Zwitserland voor het jaar 1868 en Emil Welti tot vicebondspresident.

## Verloop van de verkiezingen
Bondspresident Constant Fornerod zou per 31 december 1867 ontslag nemen uit de Bondsraad. 
Tegen het einde van het jaar 1867 kwam de Bondsvergadering samen om een opvolger voor Fornerod te benoemen. Victor Ruffy uit het kanton Vaud, op dat moment lid van de Nationale Raad en voormalig voorzitter van die kamer, werd reeds in de eerste stemronde verkozen als Bondsraadslid. Met 120 op 155 geldige stemmen wist hij ruim de vereiste absolute meerderheid te behalen.

## Resultaten
| Kandidaten                | Kandidaten                | 1e ronde |
| ------------------------- | ------------------------- | -------- |
|                           | Victor Ruffy              | 120      |
|                           | Jules Roguin              | 23       |
| Andere                    | Andere                    | 12       |
| Uitgedeelde stembiljetten | Uitgedeelde stembiljetten | 155      |
| Ingevulde stembiljetten   | Ingevulde stembiljetten   | 155      |
| Blancostemmen             | Blancostemmen             | 0        |
| Ongeldige stemmen         | Ongeldige stemmen         | 0        |
| Geldige stemmen           | Geldige stemmen           | 155      |
| Absolute meerderheid      | Absolute meerderheid      | 78       |